# メビウス (ゲーム会社)
株式会社メビウス（英: mebius.）は、日本のゲーム会社。

## 概要
携帯電話・Android向けゲームアプリ、家庭用ゲームの下請けを経て、2015年よりパブリッシャーに参入。
スターフィッシュ・エスディから出ていたゲームのうち、ニンテンドー3DSダウンロードソフトとして再発売されたものの一部や、2017年にゲームアーカイブスで配信された『スーパーブラックバスX2』『ブルーマリーン』は当社の配信となっている。
2017年からは『ワールド・ネバーランド 〜オルルド王国物語〜』、『ワールド・ネバーランド2 〜プルト共和国物語〜』のPC版、J.B.ハロルドシリーズのNintendo Switch版などリバーヒルソフト作品の復刻（アルティとライセンス契約）も行なっている。

## 主なゲーム作品
- アルカディアスの戦姫（共同開発：アポロソフト、発売：日本一ソフトウェア）
- クラシックダンジョン 戦国（発売：日本一ソフトウェア）
- 鋼鉄帝国 STEEL EMPIRE（リメイク移植版）[6]
- メゾン・ド・魔王（家庭用ゲーム機版）[6]
- 燃えろ!!プロ野球2016[7]
- 送り犬（Nintendo Switch版）
- グノーシア（PlayStation Vita版、開発：プチデポット）
- ゲーセンラブ。 〜プラス ペンゴ!〜（Nintendo Switch版、開発：トライアングル・サービス）
- 夜、灯す（発売：日本一ソフトウェア）
- Rolling Gunnar（Nintendo Switch版、開発：project Rolling Gunnar）
- スサノオ〜日本神話RPG〜（開発：ハチクマソフト）
- イルベロスウォンプ / イルベロスウォンプ+ラジルギスワッグ（開発：RS34）
- アパシー 鳴神学園七不思議
- 雪ん娘大旋風 〜さゆきとこゆきのひえひえ大騒動〜（Nintendo Switchパッケージ版）
- ゴブリンスレイヤー -ANOTHER ADVENTURER- NIGHARE FEAST（共同開発：アポロソフト、発売：ブシロードゲームズ）[8]
- 鋼鉄帝国-STEEL EMPIRE-クロニクル
- Tokyo Dark -Remembrance-（開発：Cherrymochi） ※UNTIESから販売権を移管[9]